# La Marche glorieuse
Pour plus de détails, voir Fiche technique et Distribution.
La Marche glorieuse est un film franco-belge réalisé en 1954 par Pierre Gaspard-Huit et William Magnin. 

## Synopsis
Ce documentaire relate la carrière du maréchal Jean de Lattre de Tassigny.

## Fiche technique
- Titre : La Marche glorieuse
- Réalisation : Pierre Gaspard-Huit et William Magnin
- Commentaire : Alexandre Arnoux
- Montage : Yvonne Martin
- Musique : Henri Verdun
- Producteurs : Anne-Marie Boucher et Marcel-Georges Collet
- Directeur de production : André Deroual
- Société de production : Films Opéra
- Société de distribution : Jeannic Films
- Pays de production :  France,  Belgique
- Langue de tournage : français
- Format : Noir et blanc — 35 mm — 1,37:1 — Son : Mono
- Genre : Film documentaire, Film biographique
- Durée : 85 minutes (1 h 25)
- Date de sortie :	
  - France : 13 septembre 1954

## Distribution
- Jean de Lattre de Tassigny
- Jean Davy : Le narrateur